# Епархия Тенкодого
Епархия Тенкодого (лат.  Dioecesis Tenkodogonnsis ) — епархия Римско-Католической церкви с центром в городе Тенкодого, Буркина-Фасо. Епархия Тенкодого входит в митрополию Купела. Кафедральным собором епархии Тенкодого является церковь Пресвятой Девы Марии Царицы.

## История
11 февраля 2012 года Римский папа Бенедикт XVI учредил епархию Тенкодого, выделив её из архиепархии Купела и епархии Фада-Нгурма. В этот же день епархия Тенкодого вошла в митрополию Купела.

## Ординарии епархии
- епископ Проспер Контиебо (11.02.2012 — 16.10.2023) — назначен архиепископом Уагадугу.

## Источник
- EREZIONE DELLA DIOCESI DI TENKODOGO (BURKINA FASO) E NOMINA DEL PRIMO VESCOVO (недоступная ссылка)  (итал.)